# Československá basketbalová liga 1953
Mistrovství Československa v basketbalu 1953 bylo v Československu nejvyšší ligovou basketbalovou soutěží mužů, v ročníku ligy hrálo 8 družstev, z toho 2 ze Slovenska. Titul  mistra Československa získala Slavia Pedagog Brno, ATK Praha  skončila na 2. místě a Spartak Brno Zbrojovka na 3. místě. 
Konečné pořadí  1953:

1. Slavia Pedagog Brno (mistr Československa 1953) - 2. ATK Praha - 3. Spartak Zbrojovka Brno - 4. Slovan NV Bratislava - 5. Slávia Pedagóg Bratislava - 6. Spartak Praha Sokolovo - 7. Slavia Pedagog Praha - 8. Slavia Medik Praha

## Systém soutěže
- Všech 8 družstev hrálo dvoukolově každý s každým, každé družstvo 14 zápasů.

## Mistrovství Československa v basketbalu 1953
| Poř. | Tým                       | Z  | V  | P  | Skóre   | Body |
| ---- | ------------------------- | -- | -- | -- | ------- | ---- |
| 1.   | Slavia Pedagog Brno       | 14 | 12 | 2  | 921:722 | 24   |
| 2.   | ATK Praha                 | 14 | 9  | 5  | 789:716 | 18   |
| 3.   | Spartak Brno Zbrojovka    | 14 | 9  | 5  | 680:606 | 18   |
| 4.   | Slovan NV Bratislava      | 14 | 8  | 6  | 884:806 | 16   |
| 5.   | Slávia Pedagóg Bratislava | 14 | 8  | 6  | 796:754 | 16   |
| 6.   | Spartak Praha Sokolovo    | 14 | 6  | 8  | 686:658 | 12   |
| 7.   | Slavia Pedagog Praha      | 14 | 4  | 10 | 742:856 | 8    |
| 8.   | Slavia Medik Praha        | 14 | 0  | 14 | 598:970 | 0    |

## Sestavy (hráči, trenéři) 1953
- Slavia Pedagog Brno: Ivo Mrázek, Jan Kozák, Lubomír Kolář, Zdeněk Bobrovský, Radoslav Sís, Miloš Nebuchla, Touš, Grulich, Ševčík, Coufal, Poštolka. Trenér Lubomír Dobrý
- ATK Praha: Jindřich Kinský, Jiří Matoušek, Zoltán Krenický, Miloslav Kodl, Skronský, Douša, Novák, Soudský, Čermák, Teplý, Adamus, Heger. Trenér Vančura
- Spartak Brno Zbrojovka: Jaroslav Tetiva, Babák, Linke, Helan, Chlup, Kummer, Petera, Kadlec, Šandera. Trenér L. Polcar
- Slovan NV Bratislava: Eugen Horniak, Josef Křepela, Miloš Bobocký, Rudolf Stanček, Karol Horniak, Milan Maršalka, Mašek, Tiso, Zvolenský, Seitz, Kluvánek, Cimra. Trenér Tiso
- Slávia Pedagóg Bratislava: Ján Hluchý, Dušan Lukášik, Gustáv Herrmann, Justin Zemaník, Lukáč, A. Tarek, J. Tarek, Stanek, Šimkovič, Horňák, Veselý, Likavec, Mihál, Hlavatý. Trenér Šesták
- Sparta Praha:  Miroslav Škeřík, Josef Ezr, Václav Krása, Miroslav Baumruk, Kocourek, Pokorný, Ulrich, Sedláček, Syrový, L. Bednář, Hora. Trenér Josef Ezr
- Slavia Pedagog Praha: Jaroslav Šíp, Jiří Baumruk, Zdeněk Rylich, Cingroš, Jančálek, Krafek, Novotný, Dobrovodský, Vašíček, Tupý, Formánek, Mráz. Trenér František Stibitz
- Slavia Medik Praha: Šťastný, Král, Kadeřábek, D. Ozarčuk, Kumstát, Franc, Kraus, Zwein, Kubista, Plzeňský, Valníček, Kořenský, Tintěra, Strnad. Trenér Mužík

## Zajímavosti
- Mistrovství Evropy v basketbale mužů v květnu/červnu 1953 se konalo v Sovětském svazu (Moskva) za účasti 17 družstev. Mistrem Evropy byl Sovětský svaz, Maďarsko na 2. místě a Francie na 3. místě. Československo na ME 1953 skončilo na 4. místě a hrálo v sestavě: Jaroslav Šíp 118 bodů /10 zápasů, Ivo Mrázek 116 /10, Lubomír Kolář 62 /8, Zdeněk Bobrovský 60 /10, Miroslav Škeřík 49 /9, Zdeněk Rylich 44 /10, Jan Kozák 40 /8, Jindřich Kinský 38 /8, Jaroslav Tetiva 31 /10, Jiří Baumruk 17 /4, Eugen Horniak 10 /3, Eman Skronský 7 /4, Rudolf Stanček 3 /1, Radoslav Sís 0 /1,  celkem 595 bodů v 10 zápasech (7-3). Trenér Lubomír Dobrý).
- V tělovýchově a sportu došlo k kpřejmenování sportovních klubů, jednot a oddílů podle jednotlivých odvětví: Baník, Dynamo, Jiskra, Lokomotiva, Rudá hvězda, Slavia, Slavoj, Slovan, Sokol, Spartak, Tatran a pro armádu ÚDA, Tankista, Dukla.